# 1928 en bande dessinée
| Années de la bande dessinée : 1925 - 1926 - 1927 - 1928 - 1929 - 1930 - 1931    |
| Décennies de la bande dessinée : 1890 - 1900 - 1910 - 1920 - 1930 - 1940 - 1950 |

Cet article présente les faits marquants de l'année 1928 en bande dessinée.

## Évènements
- 15 mai 1928 : Naissance du personnage Mickey Mouse dans le dessin animé muet « Plane Crazy ».

## Nouveaux albums
Voir aussi : Albums de bande dessinée sortis en 1928
| Sortie | Titre       | Scénariste | Dessinateur | Coloriste | Éditeur |
| ------ | ----------- | ---------- | ----------- | --------- | ------- |
| ?      | à compléter |            |             |           |         |
| ?      | …           |            |             |           |         |

## Naissances
- 7 janvier : Pete Morisi

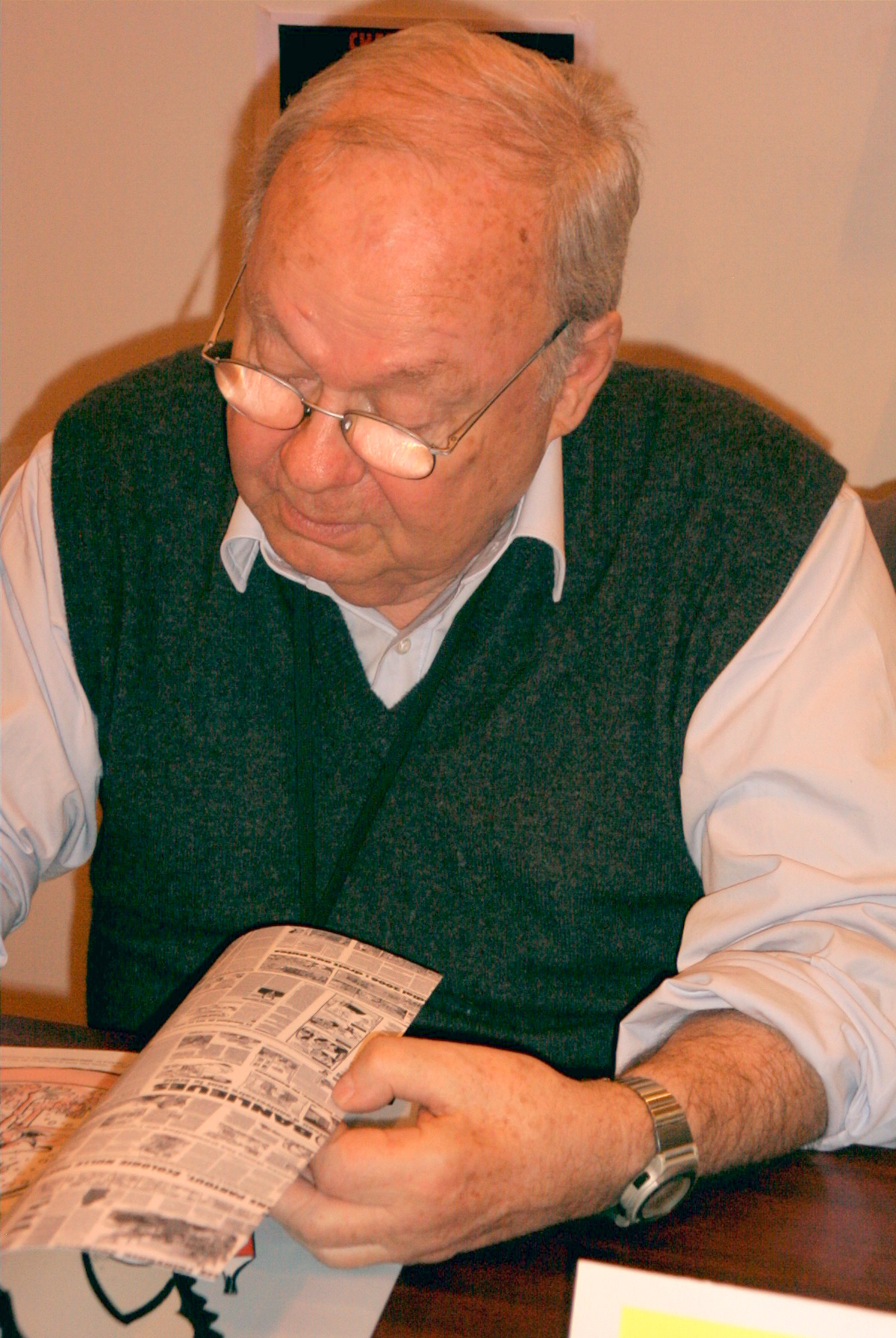
Siné

- 9 février : Frank Frazetta (Conan le Barbare)
- 26 février : Ric Estrada, dessinateur de comics
- 4 mai : Nestor Redondo, dessinateur de comics
- 5 avril : Hansrudi Wäscher
- 24 juin : Yvan Delporte
- 25 juin : 
  - Alex Toth, auteur américain (Dr Mid-Nite, The Atom, Green Lantern, The Flash)
  - Peyo, dessinateur et scénariste belge (Les Schtroumpfs, Johan et Pirlouit)
- 27 juin : Joe Giella, dessinateur de comics
- 29 juin : Jean-Louis Pesch (Sylvain et Sylvette)
- 10 juillet : Opland (nl), dessinateur et caricaturiste politique hollandais
- 26 octobre : Francisco Solano López
- 3 novembre : 
  - Osamu Tezuka, mangaka japonais (Astro, le petit robot, l'Histoire des 3 Adolf, Ayako, Barbara)
  - Gōseki Kojima
- 7 novembre : Giorgio Rebuffi, dessinateur italien (Pipo et Concombre, Pepito, Bimbo)
- 31 décembre : Siné, dessinateur et caricaturiste politique français (Complainte sans paroles, Pompe à chats, Portée de chats) († 5 mai 2016).
- Autres naissances : René Deynis

## Décès
- 22 juin : Arthur Burdett Frost
- 25 septembre : Richard Felton Outcault (The Yellow Kid, première bande dessinée américaine à succès)